# Boismont (Meurthe-et-Moselle)
Pour les articles homonymes, voir Boismont.
Boismont est une commune française située dans le département de Meurthe-et-Moselle en région Grand Est.

## Géographie

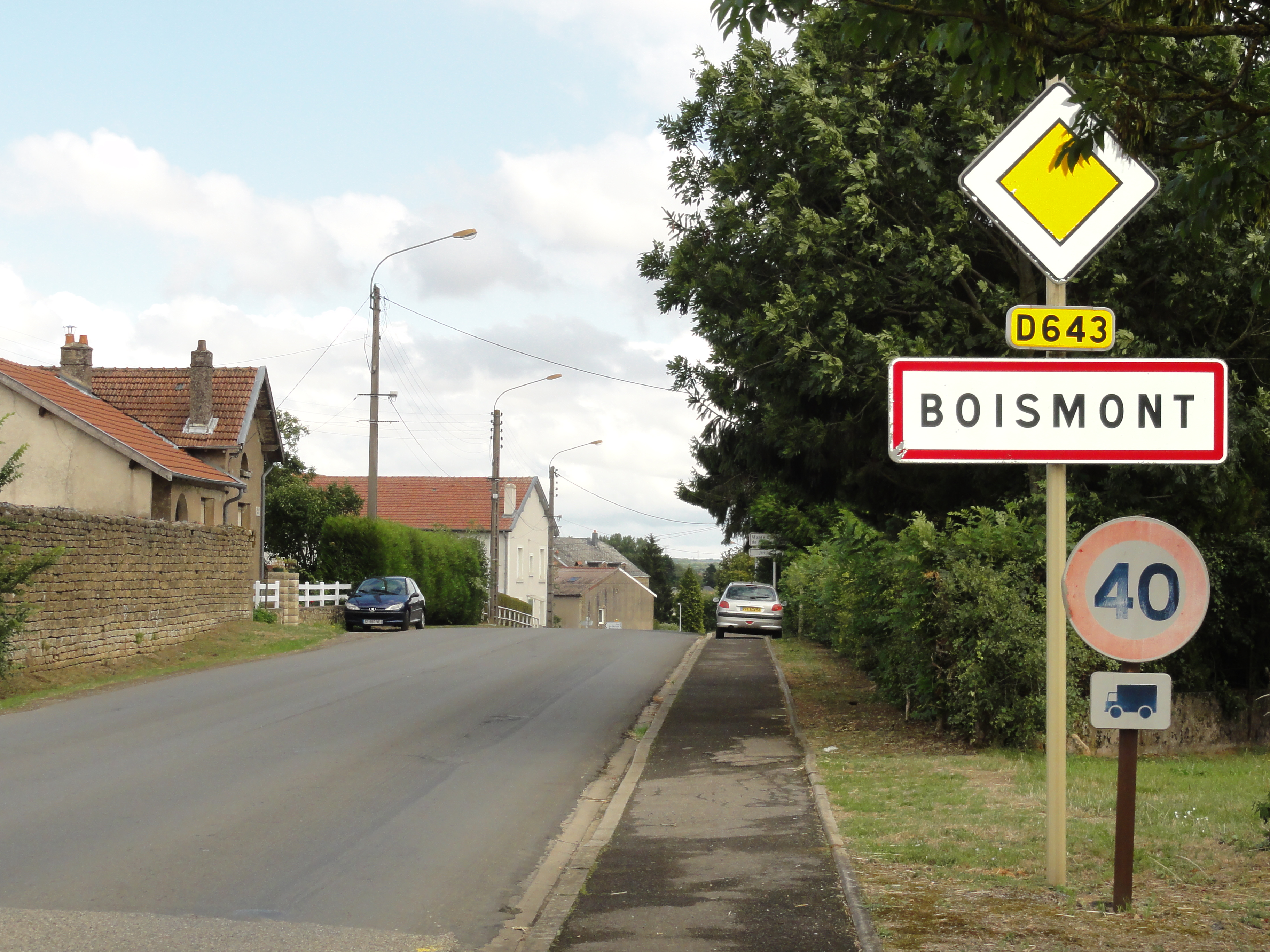
Entrée de Boismont.
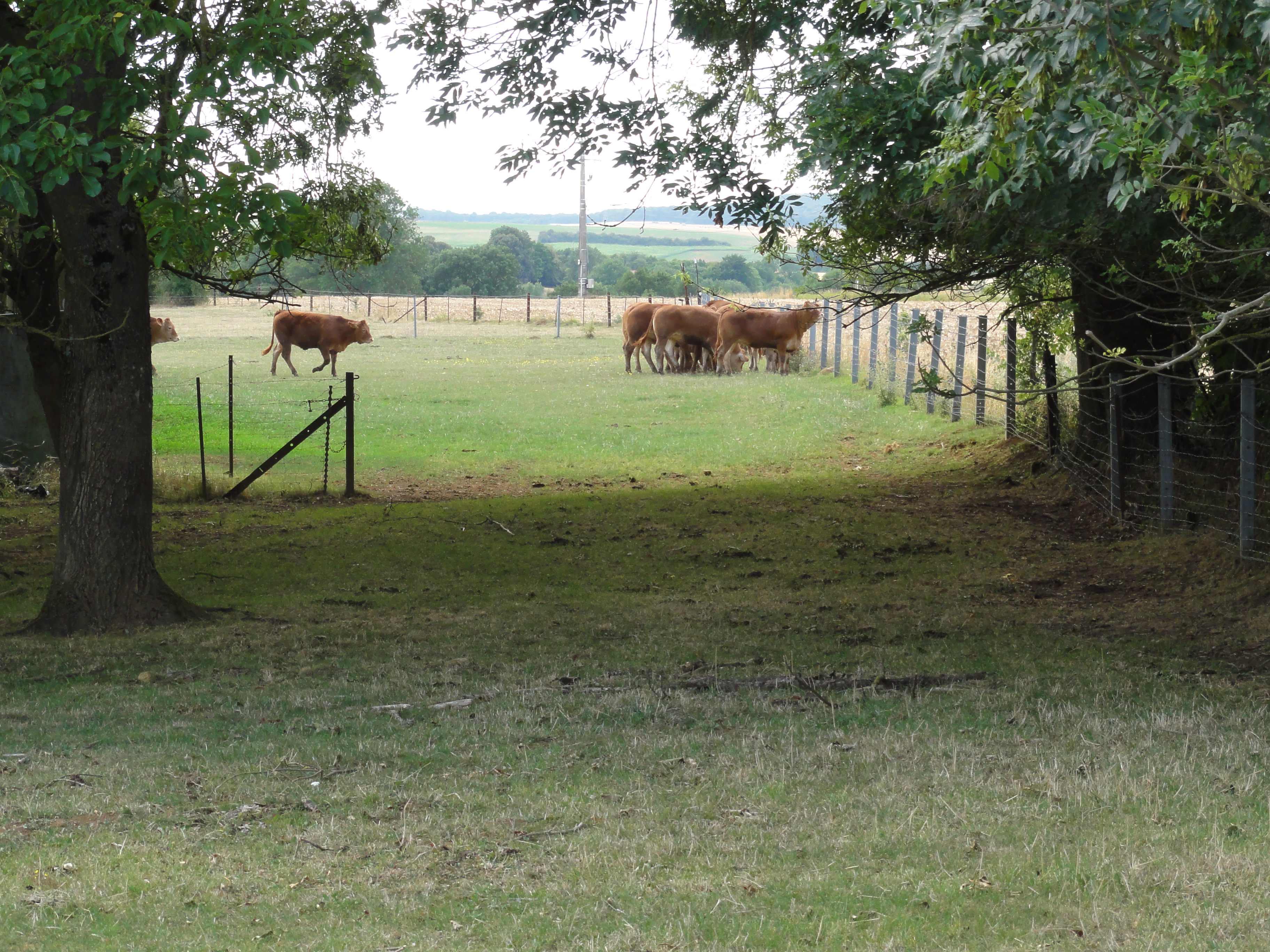
Paysage.

| Pierrepont            |              | Baslieux  |
|                       | Boismont     | Bazailles |
| Han-devant-Pierrepont | Mercy-le-Bas |           |

### Hydrographie

#### Réseau hydrographique
La commune est dans le bassin versant de la Meuse au sein du bassin Rhin-Meuse. Elle est drainée par la Crusnes et le ruisseau de Nanheul,.
La Crusnes, d'une longueur de 32 km, prend sa source dans la commune de Errouville et se jette  dans la Chiers à Longuyon, après avoir traversé douze communes. Les caractéristiques hydrologiques de la Crusnes sont données par la station hydrologique située sur la commune de Pierrepont. Le débit moyen mensuel est de 2,25 m3/s. Le débit moyen journalier maximum est de 28,7 m3/s, atteint lors de la crue du 21 décembre 1993. Le débit instantané maximal est quant à lui de 37,2 m3/s, atteint le même jour.

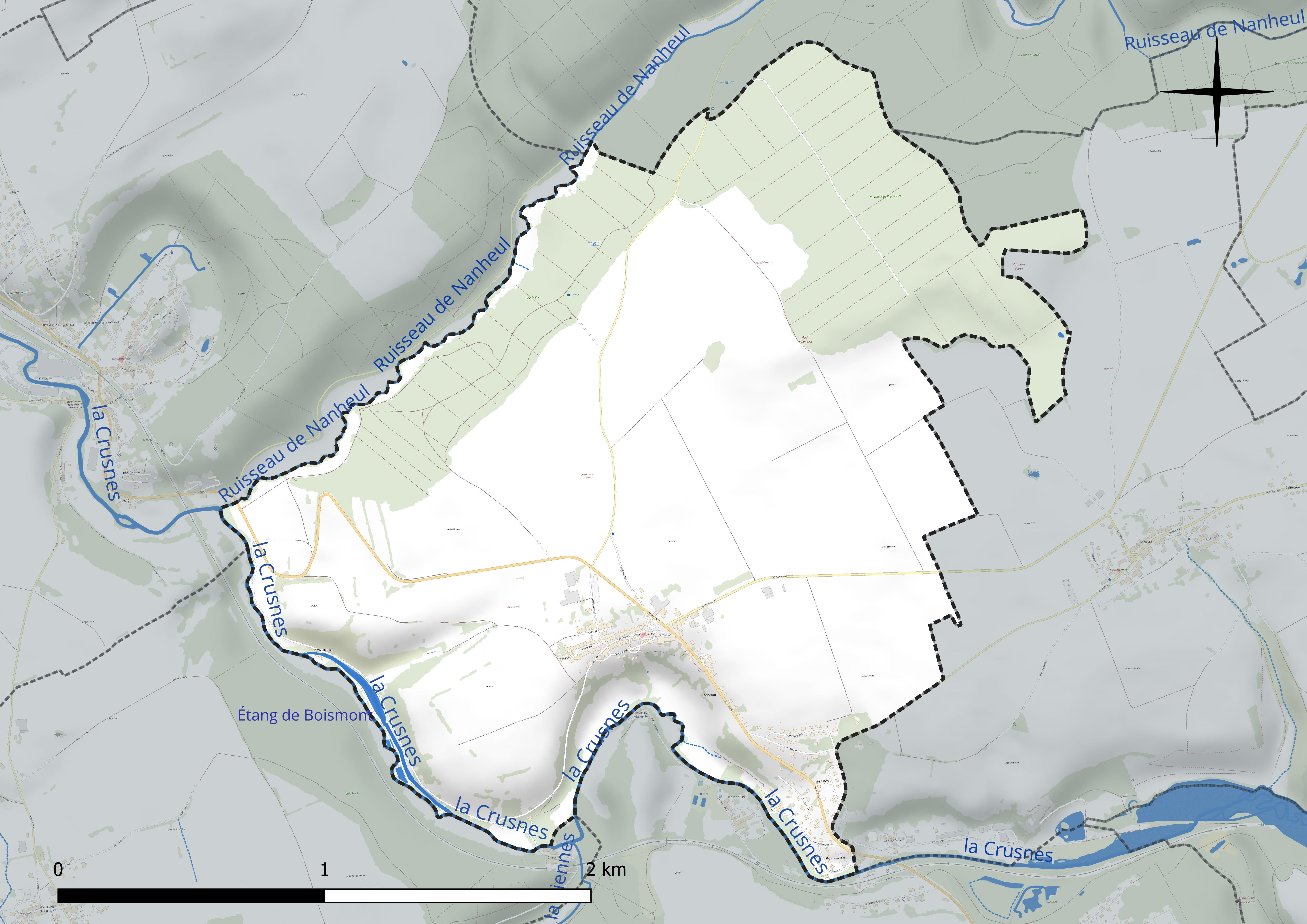
Réseau hydrographique de Boismont.

Un plan d'eau complète le réseau hydrographique : l'étang de Boismont (1,1 ha),.

#### Gestion et qualité des eaux
Le territoire communal est couvert par le schéma d'aménagement et de gestion des eaux (SAGE) « Bassin ferrifère ». Ce document de planification concerne le périmètre des anciennes galeries des mines de fer, des aquifères et des bassins versants hydrographiques associés qui s’étend sur 2 418 km2. Les bassins versants concernés sont celui de la Chiers en amont de la confluence avec l'Othain, et ses affluents (la Crusnes, la Pienne, l'Othain), celui de l'Orne et ses affluents et celui de la Fensch, le Veymerange, la Kiesel et les parties françaises du bassin versant de l'Alzette et de ses affluents (Kaylbach, ruisseau de Volmerange). Il a été approuvé le 27 mars 2015. La structure porteuse de l'élaboration et de la mise en œuvre est la région Grand Est. 
La qualité des cours d’eau peut être consultée sur un site dédié géré par les agences de l’eau et l’Agence française pour la biodiversité. 

### Climat
Pour des articles plus généraux, voir Climat du Grand Est et Climat de Meurthe-et-Moselle.
En 2010, le climat de la commune est de type climat de montagne, selon une étude du Centre national de la recherche scientifique s'appuyant sur une série de données couvrant la période 1971-2000. En 2020, Météo-France publie une typologie des climats de la France métropolitaine dans laquelle la commune est exposée à un climat semi-continental et est dans la région climatique  Lorraine, plateau de Langres, Morvan, caractérisée par un hiver rude (1,5 °C), des vents modérés et des brouillards fréquents en automne et hiver. 
Pour la période 1971-2000, la température annuelle moyenne est de 9,3 °C, avec une amplitude thermique annuelle de 16,3 °C. Le cumul annuel moyen de précipitations est de 893 mm, avec 13,5 jours de précipitations en janvier et 9,6 jours en juillet. Pour la période 1991-2020, la température moyenne annuelle observée sur la station météorologique de Météo-France la plus proche, « Villette », sur la commune de Villette à 16 km à vol d'oiseau, est de 10,1 °C et le cumul annuel moyen de précipitations est de 909,4 mm. 
La température maximale relevée sur cette station est de 39 °C, atteinte le 25 juillet 2019 ; la température minimale est de −14,8 °C, atteinte le 20 décembre 2009,,. 
Les paramètres climatiques de la commune ont été estimés pour le milieu du siècle (2041-2070) selon différents scénarios d'émission de gaz à effet de serre à partir des nouvelles projections climatiques de référence DRIAS-2020. Ils sont consultables sur un site dédié publié par Météo-France en novembre 2022.

## Urbanisme

### Typologie
Au 1er janvier 2024, Boismont est catégorisée commune rurale à habitat dispersé, selon la nouvelle grille communale de densité à sept niveaux définie par l'Insee en 2022.
Elle est située hors unité urbaine et hors attraction des villes,.

### Occupation des sols
L'occupation des sols de la commune, telle qu'elle ressort de la base de données européenne d’occupation biophysique des sols Corine Land Cover (CLC), est marquée par l'importance des territoires agricoles (66,3 % en 2018), une proportion sensiblement équivalente à celle de 1990 (65,7 %). La répartition détaillée en 2018 est la suivante : terres arables (50,1 %), forêts (26,6 %), prairies (11,1 %), zones urbanisées (6,9 %), zones agricoles hétérogènes (5,2 %), milieux à végétation arbustive et/ou herbacée (0,2 %). L'évolution de l’occupation des sols de la commune et de ses infrastructures peut être observée sur les différentes représentations cartographiques du territoire : la carte de Cassini (XVIIIe siècle), la carte d'état-major (1820-1866) et les cartes ou photos aériennes de l'IGN pour la période actuelle (1950 à aujourd'hui).

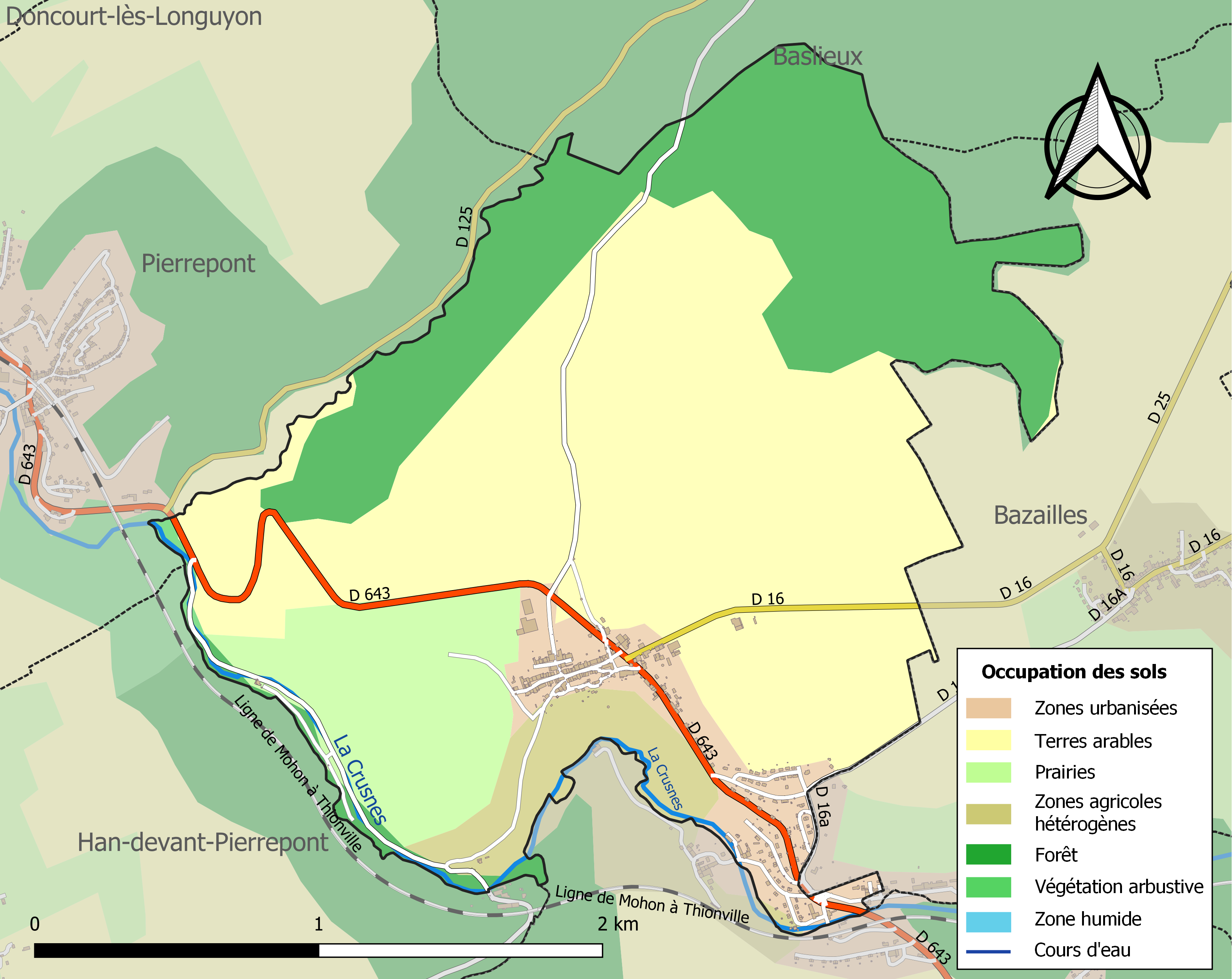
Carte des infrastructures et de l'occupation des sols de la commune en 2018 (CLC).

## Toponymie
Le nom de la localité est attesté sous les formes Boiemont, Boiemontel (1304) ; Boismont (1756).

Du nom germanique, d'origine gauloise, boio diminutif de bodo « seigneur » et mont, pour un coteau ou une colline (de mons en latin et de montes en gallo-romain).

## Politique et administration
| Période                                  | Période      | Identité             | Étiquette | Qualité                           |
| ---------------------------------------- | ------------ | -------------------- | --------- | --------------------------------- |
| Les données manquantes sont à compléter. |              |                      |           |                                   |
| mars 2001                                | juillet 2020 | Yves Picca           |           | Retraité salarié du secteur privé |
| juillet 2020                             | En cours     | Marie-Laure Bellora, |           | Technicienne                      |

## Population et société

### Démographie
L'évolution du nombre d'habitants est connue à travers les recensements de la population effectués dans la commune depuis 1793. Pour les communes de moins de 10 000 habitants, une enquête de recensement portant sur toute la population est réalisée tous les cinq ans, les populations de référence des années intermédiaires étant quant à elles estimées par interpolation ou extrapolation. Pour la commune, le premier recensement exhaustif entrant dans le cadre du nouveau dispositif a été réalisé en 2004.

En 2022, la commune comptait 414 habitants, en évolution de +0,73 % par rapport à 2016 (Meurthe-et-Moselle : −0,13 %, France hors Mayotte : +2,11 %).
| 1793 | 1800 | 1806 | 1821 | 1836 | 1841 | 1861 | 1866 | 1872 |
| ---- | ---- | ---- | ---- | ---- | ---- | ---- | ---- | ---- |
| 292  | 316  | 378  | 340  | 368  | 364  | 380  | 390  | 415  |

| 1876 | 1881 | 1886 | 1891 | 1896 | 1901 | 1906 | 1911 | 1921 |
| ---- | ---- | ---- | ---- | ---- | ---- | ---- | ---- | ---- |
| 432  | 418  | 418  | 365  | 348  | 324  | 332  | 373  | 281  |

| 1926 | 1931 | 1936 | 1946 | 1954 | 1962 | 1968 | 1975 | 1982 |
| ---- | ---- | ---- | ---- | ---- | ---- | ---- | ---- | ---- |
| 356  | 466  | 437  | 401  | 474  | 586  | 525  | 474  | 378  |

| 1990 | 1999 | 2004 | 2006 | 2009 | 2014 | 2019 | 2022 | - |
| ---- | ---- | ---- | ---- | ---- | ---- | ---- | ---- | - |
| 437  | 456  | 455  | 452  | 471  | 425  | 422  | 414  | - |

## Économie

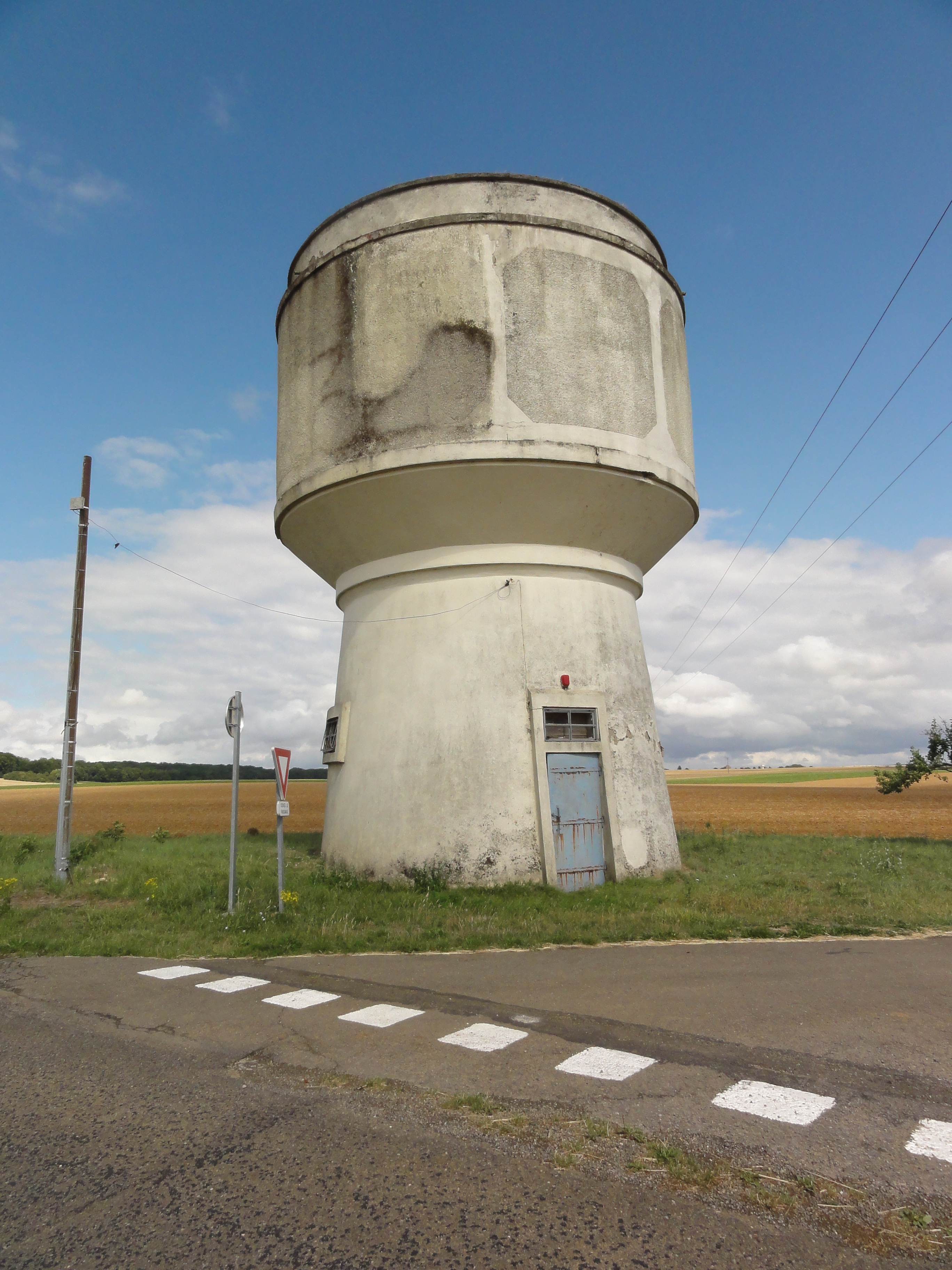
Château-d'eau.
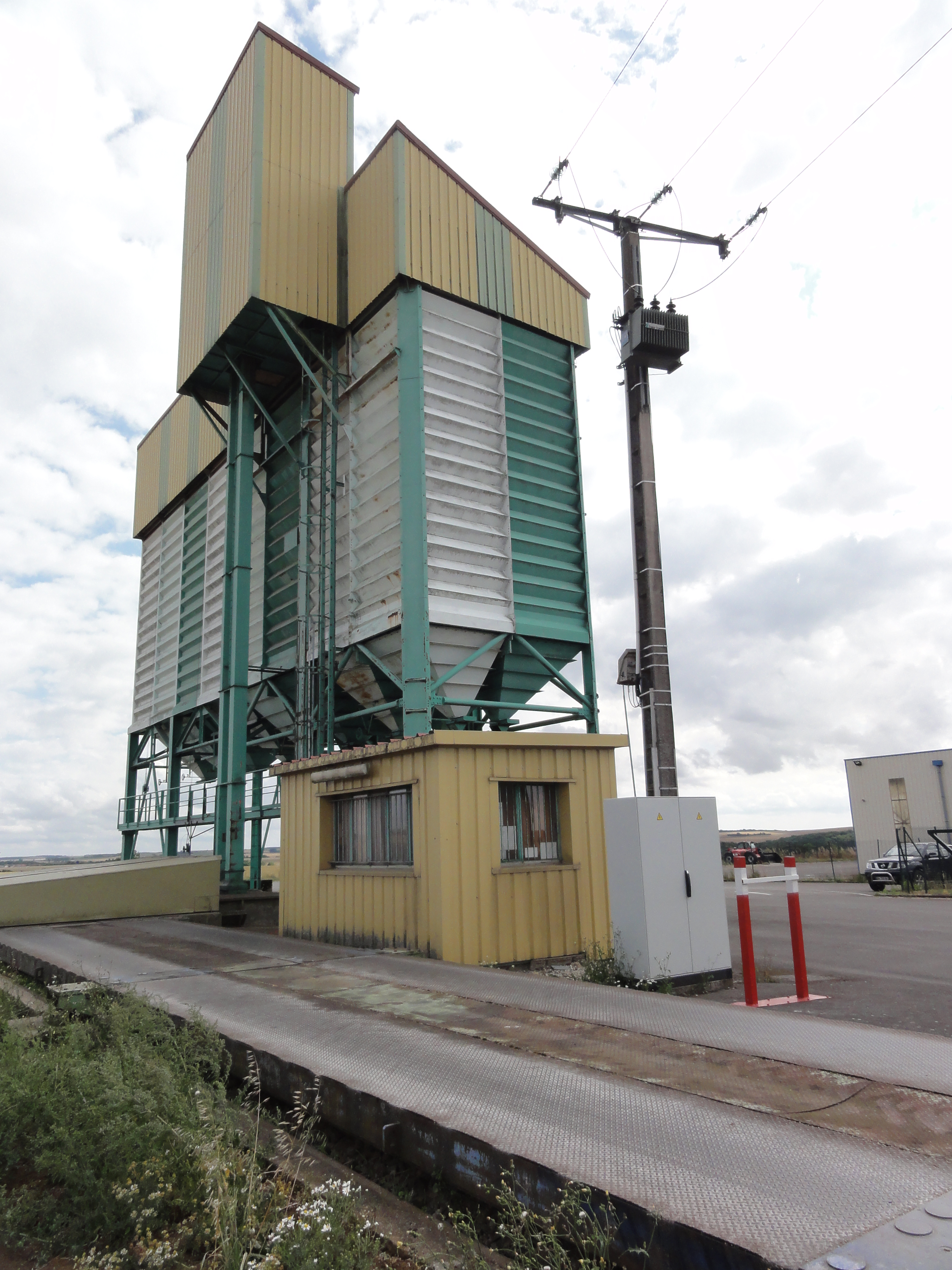
Silo avec pont-bascule.

## Culture locale et patrimoine

### Lieux et monuments
- Église Notre-Dame-de-l'Assomption de Boismont, église paroissiale reconstruite de 1827 (date portée) à 1829.
- Monument aux morts.
- Moulin à Foulon dit le Gros Moulin,lieu-dit : Mainbottel. Mentionné dès le début du 1er quart du XIXe siècle. Acquis et reconstruit en 1849 par S. Gentil propriétaire des papeteries de Mainbottel et Gentival. Date de désaffectation inconnue, actuellement maison. Le canal de dérivation n'est plus visible.
- Filature, tissage (filature de laine, tissage de thibaude) dite Filature de Laine du Grand Génie. Filature de laine associée à un tissage de thibaude établie en 1853. Semble avoir cessé de fonctionner vers 1920. La tradition locale assigne à ce bâtiment le nom de Cardinerie (du nom de son fondateur, M. Cardinet), actuellement maison.
- Usine à papier de Gentival, au lieu-dit : Mainbottel, à cheval sur la commune de Mercy-le-Bas. Créée entre 1849 et 1852 à l'instigation de S. Gentil, propriétaire de la papeterie voisine de Mainbottel, dénommée Gentival par son fondateur, rachetée en 1888 par la société Chleg Saint-Paul. Semble n'avoir toujours produit que du papier brut dont l'apprêt et la transformation avaient lieu à Mainbottel. Désaffectée en 1920 et transformée en logements. Turbine de 30 CV installée en juillet 1851, constructeur : Fromont à Chartres, encore en place en 1898. 80 ouvriers en 1852.
- Brasserie de Longwy, à Mainbottel, fermée en 1946.

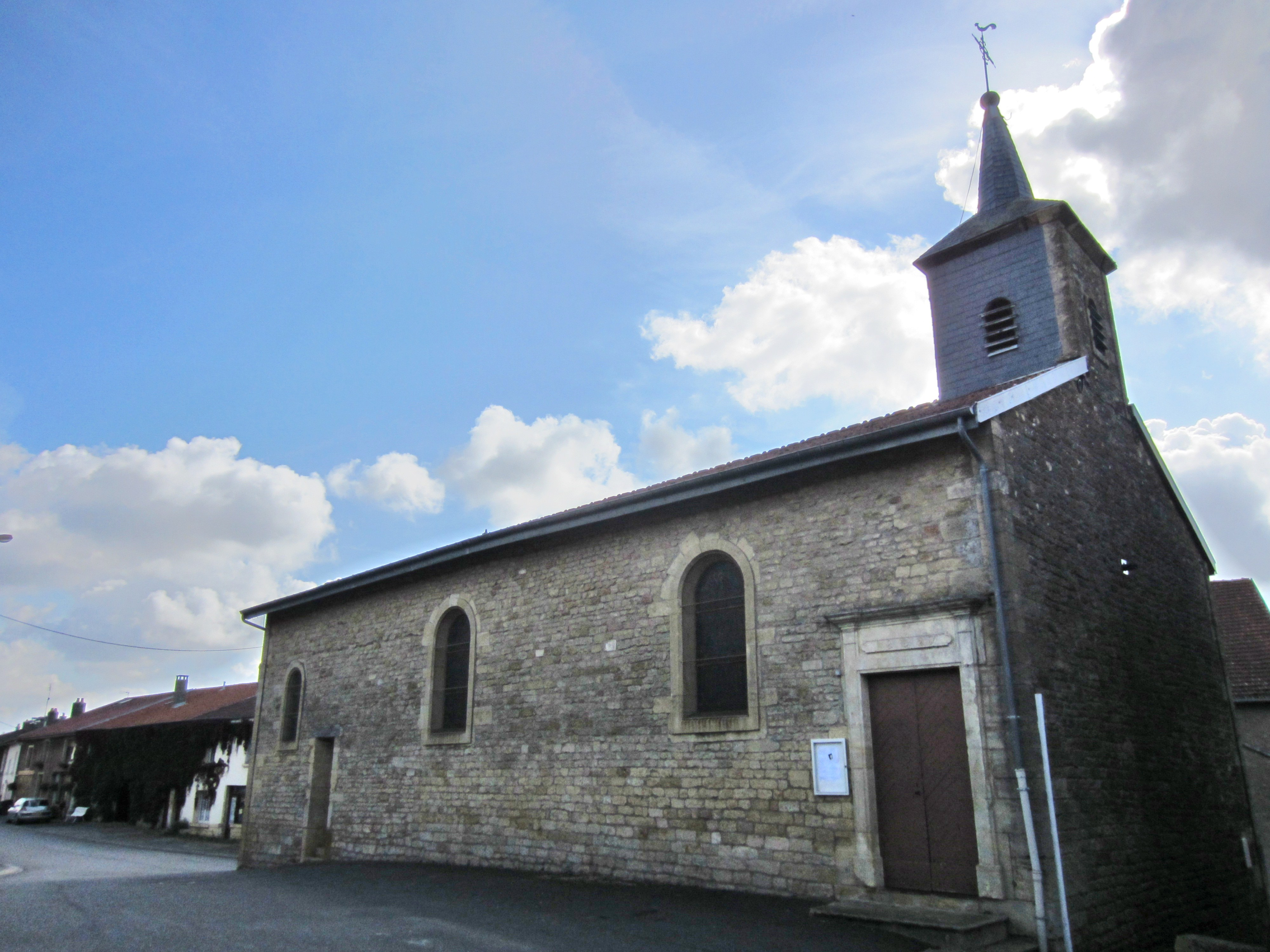
Église paroissiale Notre-Dame-de-l'Assomption.
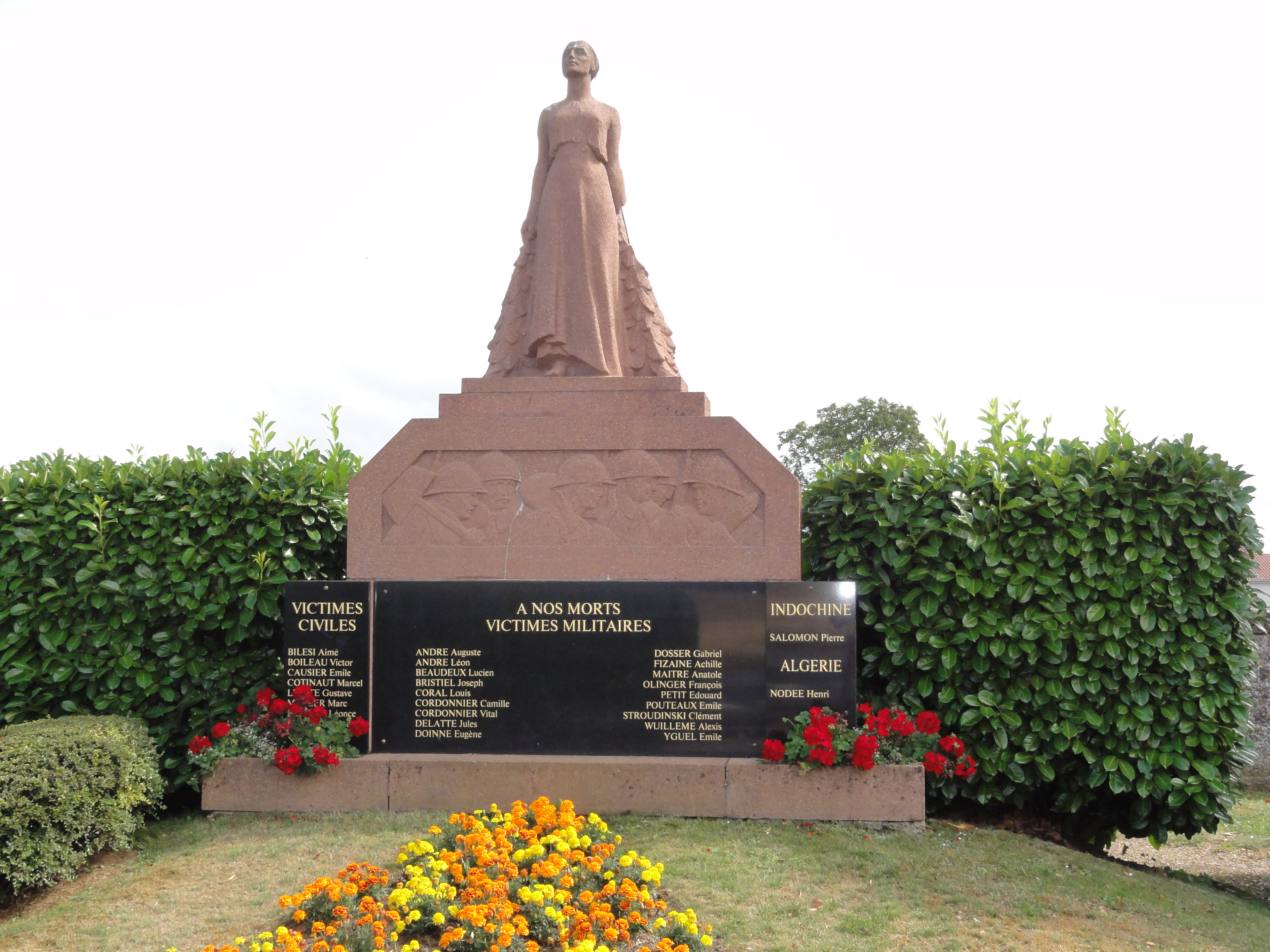
Monument aux morts.

### Personnalités liées à la commune
| Blason de Boismont | Blason  | D'azur à l'épée d'argent garnie d'or brochant sur deux pics d'argent en sautoir et accostée en pointe de deux cailloux d'or, à la roue de moulin d'or brochant sur le tout. |
| Blason de Boismont | Détails | La commune utilise ce blason depuis 1986. |